# I greci e l'irrazionale
I Greci e l'irrazionale (titolo orig. The Greeks and the Irrational) è un saggio del filologo classico e grecista irlandese Eric Robertson Dodds, scritto nel 1949 e pubblicato nel 1951.

## Tema
L'opera rintraccia l'influenza delle forze irrazionali nella cultura greca fino all'epoca di Platone, rovesciando la tesi storiografica di un razionalismo insito nella civiltà e nella letteratura della Grecia Antica. In particolare, il periodo che va dalla diffusione dei poemi omerici al II secolo a.C., individua una fertile e consustanziale contaminazione fra culti dionisiaci, orfismo.
Gli studi di Dodds su ciò che egli chiamava gli elementi irrazionali della vita greca furono profondamente influenzati dall'antropologia di James George Frazer (soprattutto da Il compito della psiche) e dalle teorie del modello culturale di Ruth Benedict, dalla filosofia di Friedrich Nietzsche (in particolare da Al di là del bene e del male) e dalla psicoanalisi di Sigmund Freud ed Erich Fromm. In effetti, Dodds considerò dapprincipio la formazione come psicoanalista.

## Edizioni
- The Greeks and the Irrational, Sather Classical Lectures n.25, Berkeley, University of California Press, 1951.
- I Greci e l'irrazionale, traduzione di Virginia Vacca De Bosis, Presentazione di Arnaldo Momigliano, Firenze, La Nuova Italia, 1959. - Collana Il pensiero filosofico, La Nuova Italia, 1973-1978; Collana Strumenti. Ristampe anastatiche, La Nuova Italia, 1997, ISBN 978-88-221-0317-8.
- I Greci e l'irrazionale, traduzione di V. Vacca De Bosis, Nuova ed. e Introduzione a cura di Riccardo di Donato, Presentazione di A. Momigliano, Collana Saggi, Firenze, Sansoni, 2003, ISBN 978-88-383-4800-6.
- I Greci e l'irrazionale, Introduzione di Maurizio Bettini, Collana BUR Saggi. Alta fedeltà, Milano, Rizzoli, 2009, ISBN 978-88-170-2856-1. - Collana BUR. I Pilastri, Milano, Rizzoli, 2025, ISBN 978-88-171-9530-0.